# 斯特爾凱斯冰川
斯特爾凱斯冰川（英語：Staircase Glacier），是南極洲的冰川，位於維多利亞地，處於阿德默勒爾蒂山脈地區，流經弗朗西斯山和提圖斯山，最終注入塔克冰川，全長15公里，由新西蘭的探險隊命名，現時由南極條約體系管理。